# LibTIFF
LibTIFFは、TIFF形式のファイルを扱うために作成された自由ソフトウェアのソフトウェアライブラリである。ソース、バイナリ、ツールが一つにまとめられて配布されている。32ビットおよび64ビット環境で利用できる（設定すれば16ビット環境でも可）。C言語環境を必要とする。
LibTIFFを用いることによってTIFF画像を複数の抽象化レイヤーにおいて扱うことが可能となり、TIFF画像を色空間や圧縮スキームによらずABGRカラーの8ビット画像として読み込めるようになる。この上位レベルインターフェイスの下では、非圧縮または非変換のデータを返すスキャンライン指向／ストリップ指向／タイル指向のインターフェイスが提供される。
バージョン4.3.0では、ライブラリのビルドおよび利用にはC99準拠コンパイラが必要となった。